# Comté de Wingecarribee

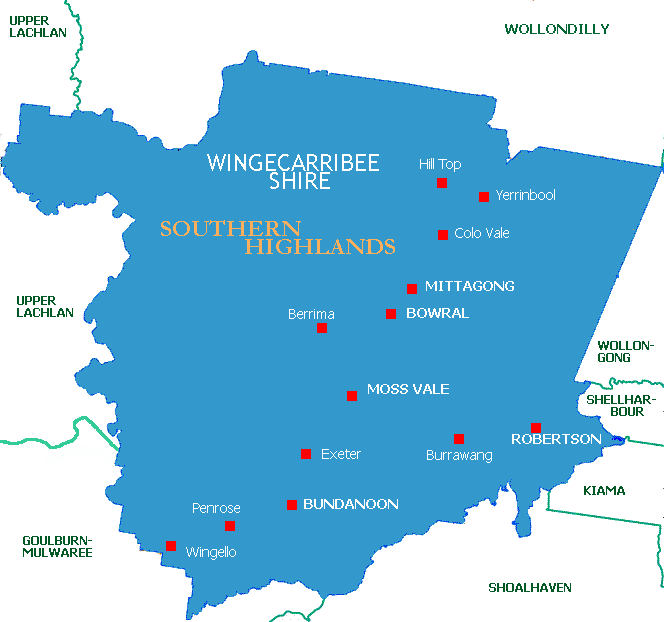
Carte du comté de Wingecarribee

Le comté de Wingecarribee (en anglais : Wingecarribee Shire) est une zone d'administration locale située dans l'État de Nouvelle-Galles du Sud en Australie, dont le siège est Moss Vale.

## Géographie
Le comté s'étend sur 2 689 km2 dans les Hautes Terres du sud à l'est de la Nouvelle-Galles du Sud, au sud de Sydney. Il doit son nom à la rivière Wingecarribee qui le traverse.
Il est délimité à l'ouest par les falaises d'Illawarra et le parc national de Morton. Le nord est caractérisé par un bush d'eucalyptus accidenté, avec des ravins, des gorges et des sols sablonneux. Cette zone fait partie du bassin versant pour l'approvisionnement en eau de Sydney et deux grands barrages de stockage, Avon et Nepean, s'y élevent. Les rivières Wollondilly et Wingecarribee s'écoulent à travers de profondes vallées de grès et une grande partie de cette zone fait partie du bassin versant du barrage de Warragamba. Le sud, délimité par le ruisseau Uringalla, forme un plateau de grès entaillé par des gorges profondes.
Les marais du comté abritent encore une espèce géante de libellules, Petalura gigantea.
Les principales voies de circulation sont la Hume Highway, qui traverse le comté du nord au sud, et l'Illawarra Highway, qui se rattache à la première et relie les principales localités du comté à la côte Pacifique en franchissant le col Macquarie.

### Villes et villages
Le comté comprend les villes de Bowral (la plus peuplée), Mittagong, Moss Vale (le chef-lieu) et Bundanoon, ainsi que les villages de Balmoral Village, Berrima, Burradoo, Burrawang, Colo Vale, Exeter, Hill Top, Penrose, Robertson, Sutton Forest, Wingello et Yerrinbool.

## Histoire
Le comté actuel est créé le 1er janvier 1981 par la fusion de l'ancien comté du même nom (autour de Moss Vale), de la municipalité de Bowral et du comté de Mittagong.

## Démographie
| 2001   | 2006   | 2011   | 2016   | 2021   |
| ------ | ------ | ------ | ------ | ------ |
| 40 636 | 42 272 | 44 395 | 47 882 | 52 709 |

## Politique et administration
Le comté est dirigé par un conseil municipal de neuf membres élus pour quatre ans. À l'issue des dernières élections du 10 septembre 2016, le conseil comprenait sept indépendants, un travailliste et un vert.
En mars 2021, le conseil est suspendu par Shelley Hancock, ministre de l'Administration locale du gouvernement de Nouvelle-Galles du Sud, qui nomme un administrateur pour gérer le comté.

### Liste des maires
| Période                                  | Période   | Identité    | Étiquette   | Qualité        |
| ---------------------------------------- | --------- | ----------- | ----------- | -------------- |
| Les données manquantes sont à compléter. |           |             |             |                |
| septembre 2016                           | mars 2021 | Duncan Gair | indépendant |                |
| 12 mars 2021                             | en cours  | Viv May     |             | administrateur |

La zone est rattachée aux circonscriptions de Hume et Whitlam pour les élections fédérales et à celles de Goulburn et Wollondilly pour les élections à l'Assemblée législative de Nouvelle-Galles du Sud.